# Фондация „Пер Якобсон“
Фондация „Пер Якобсон“, основана за да продължи идеите и работата на покойния Управляващ директор на Международния валутен фонд, е създадена на 5 февруари 1964 г. Инициативата дойде от група негови приятели и сътрудници, които признаха колко много икономическото възстановяване и напредъкът на свободния свят дължат на неговото въображение и стимулираща личност. Председател на тази група е У. Рандолф Бърджес, бивш посланик на Съединените щати в НАТО, с Юджийн Р. Блек, бивш президент на Световната банка, и Маркус Валленберг, заместник-председател на борда на Стокхолмската енскилда банка, свързани с него като почетни председатели на 45 спонсори от всички части на света.
Групата предвиждаше Фондация, финансирана както от частни, така и от официални източници, която всяка година да кани личности, признати за водещи авторитети – било то с академичен или практически опит – да изнасят лекции по международни монетарни въпроси пред подходящи аудитории в различни страни. След това Фондацията ще публикува и широко разпространява тези лекции.
Резултатите от тази инициатива са изключително успешни. Минималните финансови цели бяха постигнати за един двумесечен период. След значителните първоначални дарения, направени от Международния валутен фонд и от Банката за международни разплащания и осемте централни банки, представени в нейния борд, фондацията е получила и продължава да получава още толкова средства от частни, национални и международни дарители (включително Световната банка и Междуамериканската банка за развитие), които имат общ интерес в насърчаването на по-широко разбиране на международните финансови и монетарни въпроси.
Сега са уредени първите лекции на Фондацията. Морис Фрер, президент на SOFINA и бивш управител на Националната банка на Белгия и президент на Банката за международни разплащания, и Родриго Гомес, генерален директор на Банката на Мексико, са приели поканите да говорят на тема „Икономически растеж и стабилност“. Лекциите ще се проведат следобед на понеделник, 9 ноември 1964 г., в Университета на Базел, Швейцария.
Така, по-малко от осемнадесет месеца след смъртта на Пер Якобсон, е създаден механизъм за продължаване на нещо от същността на неговите качества: ученост; ангажираност в големите движения на икономическата и политическа мисъл и действие на деня; комуникация и изясняване на идеи. Чрез Фондацията ще се даде продължаваща жизненост на идеалите за международно сътрудничество по монетарни и финансови въпроси, на които Пер Якобсон посвети живота си.